# 田所作太郎
田所作太郎（たどころ さくたろう、1927年1月7日 - 2011年9月25日）は、日本の医学者・薬理学者。
群馬県前橋市生まれ。1949年前橋医学専門学校卒、1955年東京慈恵会医科大学医学博士。群馬大学医学部薬理学教室講師、助教授、教授。1991年定年退官、名誉教授、群馬県立医療短期大学学長。群馬老人保健センター陽光苑副施設長。2002年勲三等旭日中綬章受勲。

## 著書
- 『薬物と行動 こころとくすりの作用』ソフトサイエンス社 1980
- 『毒と薬と人生』上毛新聞社 1998
- 『麻薬と覚せい剤 薬物乱用のいろいろ』星和書店 1998
- 『医療と人間行動学』協同医書出版社 2000
- 『美しい花にも毒がある 薬と毒の50年』上毛新聞社出版局 (製作・発売) 2002
- 『快食・快便・快眠の行動学 生活習慣病と薬物』協同医書出版社 2005
- 『医者だって病気になる!』悠飛社 2008
- 『酒とタバコの話』上毛新聞社事務局出版部 2009

### 共編著
- 『覚醒剤依存症』柳田知司,逸見武光編 共著 中外医学社 1982
- 『こころとくすり』編著 星和書店 1983
- 『アルコール・薬物依存 基礎と臨床』大原健士郎共編 金原出版 1984
- 『行動科学入門』梅岡義貴共編著 北樹出版 大学教養選書 1984
- 『抗痴呆薬の探求 学習と記憶の動物実験』編著 星和書店 1985
- 『行動生物学の探求 ヒトと動物の行動』永井伸一共編著 北樹出版 1989
- 『行動薬理学の実践 薬物による行動変化』共著 星和書店 1991
- 『癒しと看護の心 医療系学生へのメッセージ』瀬戸正子,村上優子共編著 学会出版センター 1999
- 『わが家の秘伝薬草、ハーブ』林真一郎共監修 JA沢田薬王園 1999

### 翻訳
- T.トンプソン, C.R.シュスター『行動薬理学』共訳 岩崎学術出版社 臨床薬理学双書 1972

## 論文
- <田所作太郎